# Stockholms klätterklubb
Stockholms Klätterklubb grundades 1 januari 1973. Klubben utgjordes ursprungligen av delar av Svenska fjällklubbens  alpina sektion, och var en av de klubbar som grundade Svenska klätterförbundet. 
Sedan år 2010 anordnar klubben klätterträffar, Stockholm climbing festival.